# Christian Geyer (Tennisspieler)
Christian Geyer (* 12. April 1964 in Hamburg) ist ein ehemaliger deutscher Tennisspieler.

## Karriere
Seine höchste Weltranglistenplatzierung erreichte er mit Rang 154 am 15. Oktober 1990 im Einzel sowie Rang 253 am 15. November 1993 im Doppel. Den größten Erfolg seiner Karriere verzeichnete Geyer im September 1990 beim ATP Challenger-Turnier in Thessaloniki, welches er überraschend gewinnen konnte. Er war deutscher Meister im Doppel, deutscher Vize-Meister im Einzel und langjähriger Spieler bei diversen deutschen Vereinen in der 1. Tennisbundesliga.
In den darauffolgenden Jahren machte ihm vermehrt das Verletzungspech zu schaffen, sodass er später nur noch im Doppel bei Turnieren antrat. Den letzten Auftritt als Profi hatte er im Doppel beim Turnier in Hamburg im Februar 1999.
Nach seiner aktiven Laufbahn wurde Geyer Spielertrainer des Hamburger Tennisvereins Klipper THC und ist aktiv in der Nachwuchsförderung tätig. 2005 ist er Vater einer Tochter geworden und etwas später Vater eines Sohnes.

## Erfolge
| Legende                       |
| Grand Slam                    |
| Tennis Masters Cup            |
| ATP Masters Series            |
| ATP International Series Gold |
| ATP International Series      |
| ATP Challenger Series (1)     |

### Einzel

#### Turniersiege
| Nr. | Datum              | Turnier      | Belag | Finalgegner | Ergebnis |
| --- | ------------------ | ------------ | ----- | ----------- | -------- |
| 1.  | 30. September 1990 | Thessaloniki | Sand  | Henrik Holm | 7:6, 6:3 |